# Березники (Тонкинский район)
Березники́ — деревня в Тонкинском районе Нижегородской области. Входит в состав Вязовского сельсовета.